# Arthur Cohn
Arthur Cohn (Basilea, 4 febbraio 1927) è un produttore cinematografico svizzero.

## Filmografia
Film
- Sette volte donna (Woman Times Seven), regia di Vittorio De Sica (1967)
- Amanti, regia di Vittorio De Sica (1968)
- I girasoli, regia di Vittorio De Sica (1970)
- Il giardino dei Finzi-Contini, regia di Vittorio De Sica (1970)
- Lo chiameremo Andrea, regia di Vittorio De Sica (1972)
- Una breve vacanza, regia di Vittorio De Sica (1973)
- Bianco e nero a colori (Noirs et blancs en couleur), regia di Jean-Jacques Annaud (1976)
- L'adoption, regia di Marc Grunebaum (1979)
- Mosse pericolose (La diagonale du fou), regia di Richard Dembo (1984)
- L'amore in pezzi (L'amour par terre), regia di Jacques Rivette (1984)
- Un giorno da ricordare (Two Bits), regia di James Foley (1995)
- White Lies, regia di Ken Selden (1997)
- Central do Brasil, regia di Walter Salles (1998)
- Disperato aprile (Abril Despedaçado), regia di Walter Selles (2001)
- Les choristes - I ragazzi del coro (Les choristes), regia di Christophe Barratier (2004)
- The Yellow Handkerchief, regia di Udayan Prasad (2008)
- The Children of Huang Shi, regia di Roger Spottiswoode (2008)
- Russendisko, regia di Oliver Ziegenbalg (2012)

Documentari
- Le ciel et la boue, regia di Pierre-Dominique Gaisseau (1961)
- Paris Secret, regia di Edouard Logereau (1965)
- Der gelbe Stern, regia di Dieter Hildebrandt (1981)
- The Final Solution (1983)
- American Dream, registi vari (1990)
- Un giorno a settembre (One Day in September), regia di Kevin Macdonald (1999)
- Feathered Fan and Silken Ribbon, registi vari (2008)